# Motiver fra Fyn og Jylland
Motiver fra Fyn og Jylland er en stumfilm med ukendt instruktør.

## Handling
Ombord på passagerskib sejles der ind i Svendborg. Bådebro med børn. Pige viser stor krabbe frem. Scener fra Svendborgsund (?). Vue fra land mod tremaster i Sundet. Gamle huse. Stor bygning ved vandløb (Jylland?). Vandmøller i funktion. Natur. Landskaber med vandløb (Omkring Silkeborgsøerne?). Landsbygade med stråtækte huse og mast med telefonledninger.